# A Touch of Love
Pour plus de détails, voir Fiche technique et Distribution.
A Touch of Love est un film britannique réalisé par Waris Hussein, sorti en 1969.

## Fiche technique
- Titre : A Touch of Love
- Réalisation : Waris Hussein
- Scénario : Margaret Drabble d'après son roman
- Photographie : Peter Suschitzky
- Montage : Bill Blunden (en)
- Musique : Michael Dress
- Pays d'origine : Royaume-Uni
- Genre : drame
- Durée : 107 minutes
- Date de sortie : 1969

## Distribution
- Sandy Dennis : Rosamund
- Ian McKellen : George
- Michael Coles (en) : Joe
- John Standing : Roger
- Peggy Thorpe-Bates (en) : Mme Stacey
- Kenneth Benda (en) : Mr Stacey
- Deborah Stanford : Beatrice
- Roger Hammond : Mike
- Eleanor Bron : Lydia
- Margaret Tyzack : Sœur Bennett
- Maurice Denham : Dr Prothero
- Rachel Kempson : Sœur Harvey